# 샤밀 사비로프
샤밀 알타예비치 사비로프(러시아어: Шамиль Алтаевич Сабиров, 1959년 4월 4일 ~ )는 러시아의 전직 복싱 선수이다. 그는 1979년 유럽 선수권 대회와 1980년 모스크바 올림픽에서 금메달을 획득했다.
사비로프는 1973년에 권투를 시작했고 1985년에 은퇴했다. 그는 체육학 연구소를 졸업했고 교육학 박사 학위를 보유하고 있다. 현역에서 은퇴한후 그는 주로 복싱 코치 및 심판으로 일했다. 그는 2006년에 러시아 파티 로디나의 구성원으로서 정치 경력을 시작했다.

## 참조
1. ↑  샤밀 사비로프 보관됨 2011-09-01 - 웨이백 머신. sports-reference.com